# ووداستوک ویلا
ووداستوک ویلا (به هندی: Woodstock Villa) فیلمی محصول سال ۲۰۰۸ و به کارگردانی هانسال مهتا است. در این فیلم بازیگرانی همچون گلشن گروور، ارباز خان، سکندر خر، ساچین خدکار، نها اوبروی، شاکتی کاپور، سانجی دات، بومان ایرانی، انوپاما ورما ایفای نقش کرده‌اند.